# Криськів Дмитро Ігорович
Дмитро́ І́горович Кри́ськів (нар. 6 жовтня 2000, Харків, Україна) — український футболіст, центральний півзахисник донецького «Шахтаря». Бронзовий призер молодіжного чемпіонату Європи 2023 у складі збірної України U-21. Гравець національної збірної України.

## Біографія

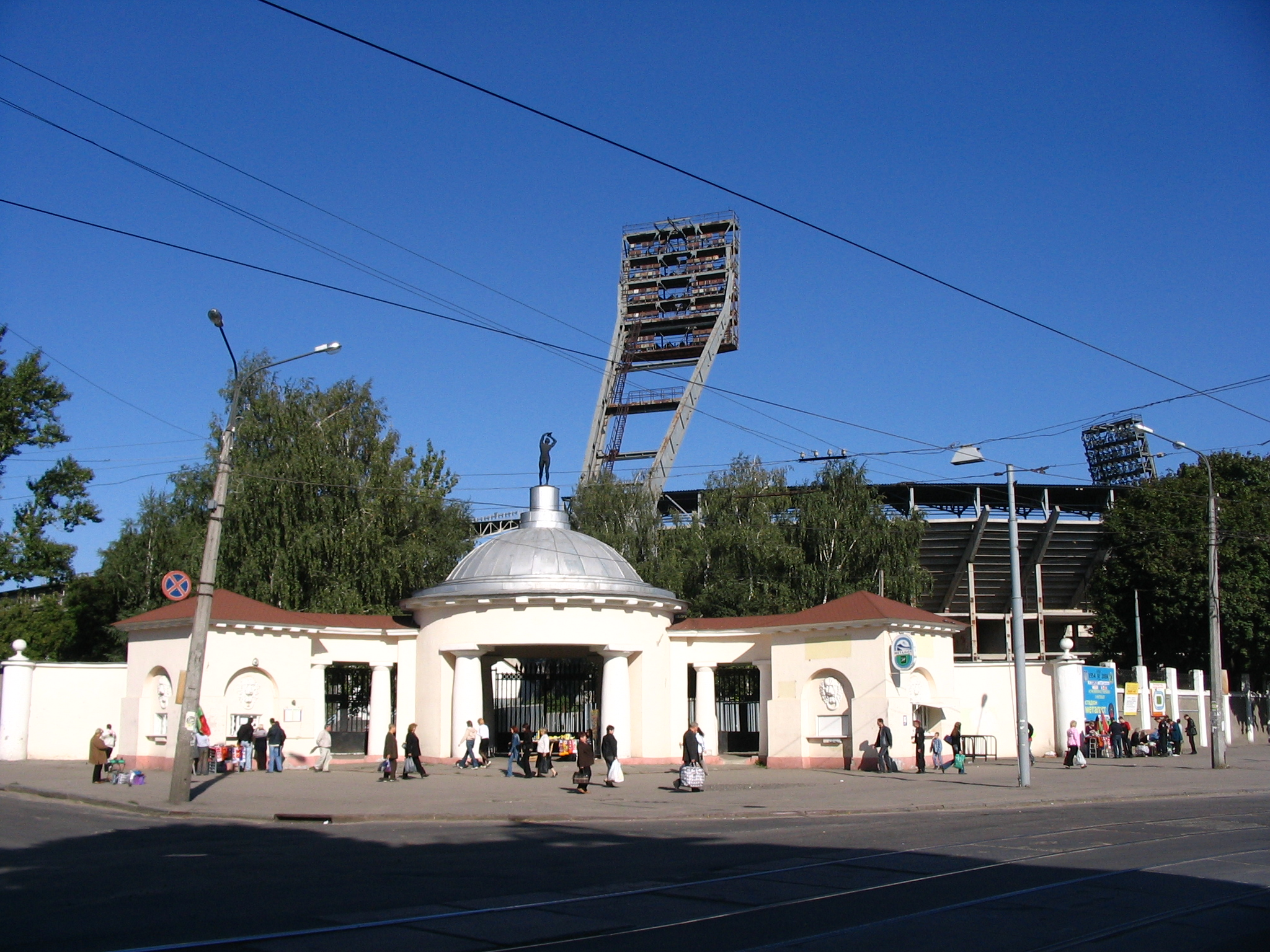
Харківський стадіон «Металіст», поряд з яким Криськів жив у дитинстві та на якому згодом провів перший матч і забив перший гол на професійному рівні, а також дебютував в УПЛ у складі «Металіста 1925»

Народився в Харкові. На вибір майбутньої професії вплинуло те, що Дмитро жив біля стадіону «Металіст» і щоденно проходив повз нього дорогою від дому до дитячого садка. Так Дмитро зацікавився футболом, і мати віддала його до академії харківського «Металіста», коли хлопцю було шість років. Згодом він деякий час тренувався в іншому харківському клубі, «Геліосі», та у дев'ятирічному віці повернувся до «Металіста». Першими тренерами майбутнього гравця були Сергій Сохань та Євген Назаров, який, за словами Криськіва, фактично дав йому дорогу в футбол. У чемпіонаті ДЮФЛУ провів за «Металіст» 50 матчів, у яких відзначився 19-ма голами.
У 2017 році, після зникнення «Металіста», став гравцем донецького «Шахтаря», за який виступав у чемпіонаті ДЮФЛУ, юнацькому (U-19) та молодіжному чемпіонатах України. Крім цього, в 2017—2019 роках провів у складі «гірників» 17 матчів у Юнацькій лізі УЄФА. Був капітаном юнацької та молодіжної команд «Шахтаря». У вересні 2020 року зіграв одну гру в молодіжному чемпіонаті України за «Маріуполь» і одного разу потрапив до заявки основного складу азовців на матч Прем'єр-ліги, але на поле не виходив.
На початку жовтня 2020 року повернувся до Харкова, ставши гравцем «Металіста 1925» на умовах оренди з «Шахтаря». Дебютував на професійному рівні 5 жовтня того ж року на харківському стадіоні «Металіст» у грі Першої ліги «Металіст 1925» — «Полісся» (0:0), провівши за харків'ян повний матч. Декілька джерел відзначили курйозний епізод на 58-й хвилині цього матчу, коли Криськів оступився і, щоб не впасти й не втратити м'яч, зробив перекид. Першим голом за харків'ян відзначився 21 жовтня 2020 року в домашньому поєдинку чемпіонату проти краматорського «Авангарду» (2:1), забивши другий м'яч «Металіста 1925» на 74-й хвилині гри. Криськів був визнаний сайтом SportArena та вболівальниками «Металіста 1925» найкращим гравцем цього матчу, а також потрапив до символічної збірної туру в Першій лізі. При досить високій конкуренції Дмитро зміг стати гравцем основної обойми харківського клубу. За підсумками першого півріччя сезону 2020/21 гравець був включений до збірної Першої ліги за версією SportArena як центральний півзахисник № 2, а також потрапив до п'ятірки найперспективніших молодих гравців ліги за версією FootBoom та списку відкриттів 2020 року в лізі, складеному «UA-Футбол». У травні 2021 року ПФЛ та «UA-Футбол» визнали Дмитра найкращим гравцем квітня в Першій лізі. За підсумками сезону, в якому Криськів суттєво допоміг «Металісту 1925» здобути бронзові нагороди Першої ліги та підвищитися в класі, гравець також потрапив до переліку головних відкриттів ліги.
25 липня 2021 року дебютував в Українській прем'єр-лізі на стадіоні «Металіст» у переможному матчі «Металіста 1925» проти «Руху» (2:1). Криськів вийшов у стартовому складі та на 35-й хвилині потужним ударом з-за меж штрафного майданчика у дальній кут воріт забив другий гол «жовто-синіх». Завдяки вдалій грі Дмитра включили до складу символічних збірних 1-го туру УПЛ, складених UA-Футбол і FootBoom. 22 жовтня 2021 року зробив суттєвий внесок у домашню перемогу «Металіста 1925» над «Інгульцем» (4:0), забивши гол і віддавши дві гольові передачі — на Юрія Батюшина та Марлісона. За результатами експертного опитування, проведеного УПЛ, Криськіва визнали найкращим гравцем 12-го туру. Крім того, Дмитро потрапив до збірних туру за версіями FootBoom і UA-Футбол, який також назвав півзахисника найціннішим гравцем (MVP) туру.
1 липня 2022 року, після завершення терміну орендної угоди, покинув харківський клуб.

### Збірна України
Залучався до складу юнацьких збірних U-17 та U-19 і молодіжної збірної України. Зокрема, в 2017 році провів дві гри у відборі до чемпіонату Європи U-17, у 2019 році — три матчі в кваліфікації до чемпіонату Європи U-19.
У 2019 році також брав участь у двох товариських матчах молодіжної збірної України — 5 червня 2019 року проти Кіпру (3:0, вийшов на заміну на 60-й хвилині) на Турнірі пам'яті Валерія Лобановського, а також 14 жовтня того ж року проти Греції (2:0, вийшов на поле на 66-й хвилині).
Наприкінці травня 2021 року півзахисника викликав до молодіжної збірної її головний тренер Руслан Ротань напередодні товариської гри проти Туреччини. Криськів став єдиним представником Першої ліги в складі «молодіжки».
У березні 2023 року включений до резервного списку національної збірної України для участі в матчі відбору Євро-2024 проти збірної Англії.
У березні 2024 року отримав виклик на дебютний матч олімпійської збірної України, але не зміг взяти в ньому участь через травму. У липні того ж року потрапив до заявки збірної України для участі в Олімпійських іграх. Під час підготовки збірної до олімпійського турніру зіграв у двох товариських матчах — з Єгиптом (1:1) і Парагваєм (2:2). На самій Олімпіаді взяв участь у всіх трьох матчах української збірної, а також відзначився забитим голом у переможній (2:1) грі проти збірної Марокко, відкривши рахунок на 22-й хвилині.
30 вересня 2024 року був викликаний Сергієм Ребровим до національної збірної України на матчі Ліги націй УЄФА проти Грузії та Чехії.

## Стиль гри
|  | Від перших турів Криськів показав самовідданість, готовність відпрацьовувати та грати практично на будь-якому місці середньої лінії... Півзахисник широкого профілю – може зіграти як центрального, так і напівсереднього (за потреби і на фланзі), поєднує продуктивність у центрі поля з умінням протягнути м’яч і підстерегти момент під удар. |

|  | Дмитро швидко показав, що спроможний реально посилити харків’ян. Криськів давав темп, загострення, мобільність у центрі поля. Часто протягував м’яч крізь лінії та пробивав із підступів до карного майданчика. Був одним із тих, хто міг взяти на себе ініціативу, що, зважаючи на молодість гравця, дає надію на значний весняний прогрес. |

|  | У грі Криськіва підкупає насамперед філігранна техніка, світла голова і своєчасні проникаючі передачі. Навіть у такому молодому віці його вже можна назвати «метрономом» атак «Металіста 1925». За не по роках стабільну гру на рівні Першої ліги Дмитро цілком заслуговує на звання найкращого гравця квітня у Першій лізі, хоч і не відзначився [в цьому місяці] результативними діями. Щоправда, цінний він іншим, а саме надійністю і вмінням грати у високому темпі й під серйозним рівнем тиску на одній з найбільш «гарячих» позицій в сучасному футболі. |

|  | Це системоутворюючий гравець, нестандартний, здатний обіграти одного-двох суперників. І що важливо, навчений. |

|  | Ігровий стиль Дмитра поєднує у собі дві особливі риси: інтелектуальний футбол з використанням чудових фізичних даних. |

## Досягнення
«Шахтар»:
 Чемпіон України (2): 2022/23, 2023/24
 Володар Кубка України (2): 2023/24, 2024/25
 «Металіст 1925»:
 Бронзовий призер Першої ліги України: 2020/21
 Молодіжна збірна України:
 Бронзовий призер молодіжного чемпіонату Європи: 2023
 Переможець Турніру пам'яті Валерія Лобановського: 2019

## Статистика виступів

### Клубна статистика
Станом на 30 вересня 2022 року
| Сезон   | Клуб            | Чемпіонат    | Чемпіонат | Чемпіонат | Чемпіонат | Чемпіонат | Кубок | Кубок   | Кубок | Кубок  |
| Сезон   | Клуб            | Ліга         | Ігри      | Хвилини   | Голи      | Асисти    | Ігри  | Хвилини | Голи  | Асисти |
| ------- | --------------- | ------------ | --------- | --------- | --------- | --------- | ----- | ------- | ----- | ------ |
| 2020/21 | «Металіст 1925» | Перша ліга   | 25        | 2011      | 2         | 1         |       |         |       |        |
| 2021/22 | «Металіст 1925» | Прем'єр-ліга | 16        | 1340      | 2         | 2         | 2     | 107     | 1     | 1      |
| Всього  | Всього          | Всього       | 41        | 3351      | 4         | 3         | 2     | 107     | 1     | 1      |

### Матчі за збірну
Станом на 16 листопада 2024 року
| Дата       | Місто   | Господарі | Результат | Гості   | Турнір                                    | Голи | Примітки |
| ---------- | ------- | --------- | --------- | ------- | ----------------------------------------- | ---- | -------- |
| 11-10-2024 | Познань | Україна   | 1 – 0     | Грузія  | Ліга націй УЄФА 2024—2025 - груповий етап | –    | 90'      |
| 14-10-2024 | Вроцлав | Україна   | 1 – 1     | Чехія   | Ліга націй УЄФА 2024—2025 - груповий етап | –    | 64'      |
| 16-11-2024 | Батумі  | Грузія    | 1 – 1     | Україна | Ліга націй УЄФА 2024—2025 - груповий етап | –    | 64'      |
| Усього     |         | Матчів    | 3         |         | Голів                                     | 0    |          |

### Матчі за молодіжну збірну України
| №      | Дата       | Місто            | Турнір                | Господарі               | Рахунок | Гості                   | Хвилини   | Голи         | Асисти       |
| ------ | ---------- | ---------------- | --------------------- | ----------------------- | ------- | ----------------------- | --------- | ------------ | ------------ |
| 1      | 3.06.2019  | Київ             | Турнір Лобановського  | Україна U-21            | 3:0     | Кіпр U-21               | 30 ( 60') |              |              |
| 2      | 14.10.2019 | Афіни            | Товариський матч      | Греція U-21             | 0:2     | Україна U-21            | 24 ( 66') |              |              |
| 3      | 2.06.2021  | Стамбул          | Товариський матч      | Туреччина U-21          | 1:1     | Україна U-21            | 83 ( 83') |              |              |
| 4      | 3.09.2021  | Стара Пазова     | Кваліфікація МЧЄ 2023 | Сербія U-21             | 0:1     | Україна U-21            | 68 ( 68') | 1 (14', 0:1) |              |
| 5      | 7.09.2021  | Ковалівка        | Кваліфікація МЧЄ 2023 | Україна U-21            | 2:1     | Вірменія U-21           | 87 ( 87') | 1 (20', 1:0) |              |
| 6      | 8.10.2021  | Брест            | Кваліфікація МЧЄ 2023 | Франція U-21            | 5:0     | Україна U-21            | 45 ( 46') |              |              |
| 7      | 12.10.2021 | Запоріжжя        | Кваліфікація МЧЄ 2023 | Україна U-21            | 1:0     | Фарери U-21             | 90        |              |              |
| 8      | 11.11.2021 | Скоп'є           | Кваліфікація МЧЄ 2023 | Північна Македонія U-21 | 1:1     | Україна U-21            | 70 ( 70') |              |              |
| 9      | 16.11.2021 | Львів            | Кваліфікація МЧЄ 2023 | Україна U-21            | 2:1     | Сербія U-21             | 71 ( 71') | 1 (9', 1:0)  |              |
| 10     | 1.06.2022  | Торсгавн         | Кваліфікація МЧЄ 2023 | Фарери U-21             | 0:4     | Україна U-21            | 90        |              |              |
| 11     | 5.06.2022  | Стамбул          | Кваліфікація МЧЄ 2023 | Україна U-21            | 4:0     | Північна Македонія U-21 | 78 ( 78') |              |              |
| 12     | 9.06.2022  | Стамбул          | Кваліфікація МЧЄ 2023 | Україна U-21            | 3:3     | Франція U-21            | 66 ( 66') |              |              |
| 13     | 23.09.2022 | Жиліна           | Кваліфікація МЧЄ 2023 | Словаччина U-21         | 3:2     | Україна U-21            | 86 ( 86') | 1 (49', 2:2) |              |
| 14     | 27.09.2022 | Бельсько-Бяла    | Кваліфікація МЧЄ 2023 | Україна U-21            | 3:0     | Словаччина U-21         | 89 ( 89') |              | 1 (66', 3:0) |
| 15     | 27.03.2023 | Реджо-Калабрія   | Товариський матч      | Італія U-21             | 3:1     | Україна U-21            | 90        |              |              |
| 16     | 13.06.2023 | Унтерпремштеттен | Товариський матч      | Україна U-21            | 2:0     | Кувейт U-21             | 28 ( 62') |              | 1 (80', 2:0) |
| 17     | 16.06.2023 | Бад-Блюмау       | Товариський матч      | Україна U-21            | 2:2     | Ірландія U-21           | 66 ( 66') |              |              |
| 18     | 21.06.2023 | Бухарест         | МЧЄ 2023              | Україна U-21            | 2:0     | Хорватія U-21           | 71 ( 71') |              |              |
| 19     | 24.06.2023 | Бухарест         | МЧЄ 2023              | Румунія U-21            | 0:1     | Україна U-21            | 68 ( 68') |              |              |
| 20     | 27.06.2023 | Бухарест         | МЧЄ 2023              | Іспанія U-21            | 2:2     | Україна U-21            | 63 ( 63') |              |              |
| 21     | 2.07.2023  | Клуж-Напока      | МЧЄ 2023              | Франція U-21            | 1:3     | Україна U-21            | 59 ( 59') |              |              |
| Всього | Всього     | Всього           | Всього                | Всього                  | Всього  | Всього                  | 1422      | 4            | 3            |

## Особисте життя
Добре навчався в школі. У вільний час грає у Counter-Strike, настільний теніс, карти. Любить читати книжки, віддає перевагу літературі спортивної тематики.